# کریستال سیتی (تگزاس)
کریستال سیتی، تگزاس(به انگلیسی: Crystal City, Texas) شهری در ایالت تگزاس از ایالات جنوبی ایالات متحده آمریکا است. در سرشماری سال ۲۰۰۰، جمعیت این شهر ۷۱۹۰ نفر اعلام شد.